# Eilema amaura
Eilema amaura là một loài bướm đêm thuộc phân họ Arctiinae, họ Erebidae.